# Kiotina delicata
Kiotina delicata är en bäcksländeart som beskrevs av Bill P.Stark och Ignac Sivec 2008. Kiotina delicata ingår i släktet Kiotina och familjen jättebäcksländor. Inga underarter finns listade i Catalogue of Life.